# Pedrosa de la Vega
Pedrosa de la Vega es un municipio español situado en la provincia de Palencia, comunidad autónoma de Castilla y León.

## Geografía

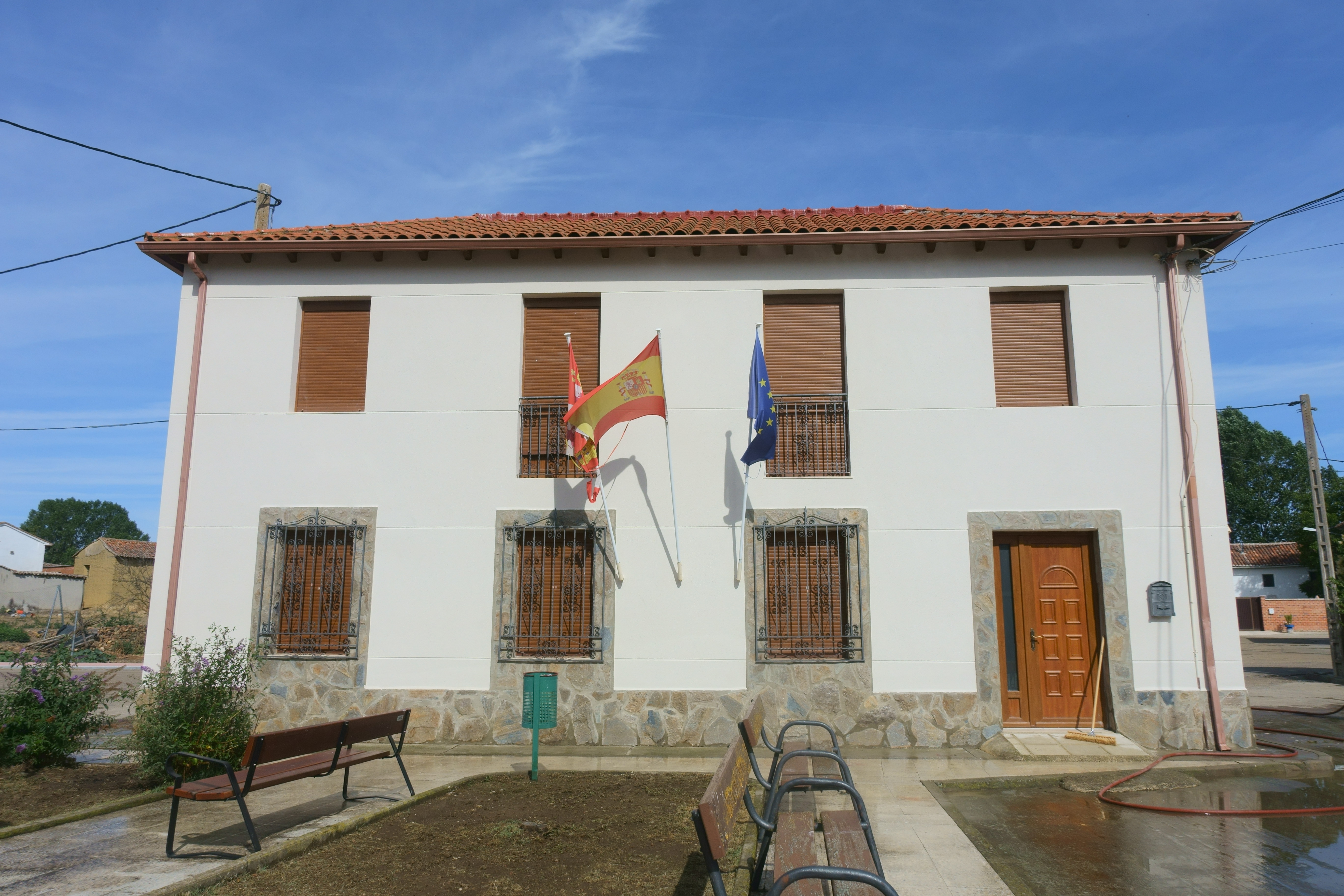
Casa consistorial

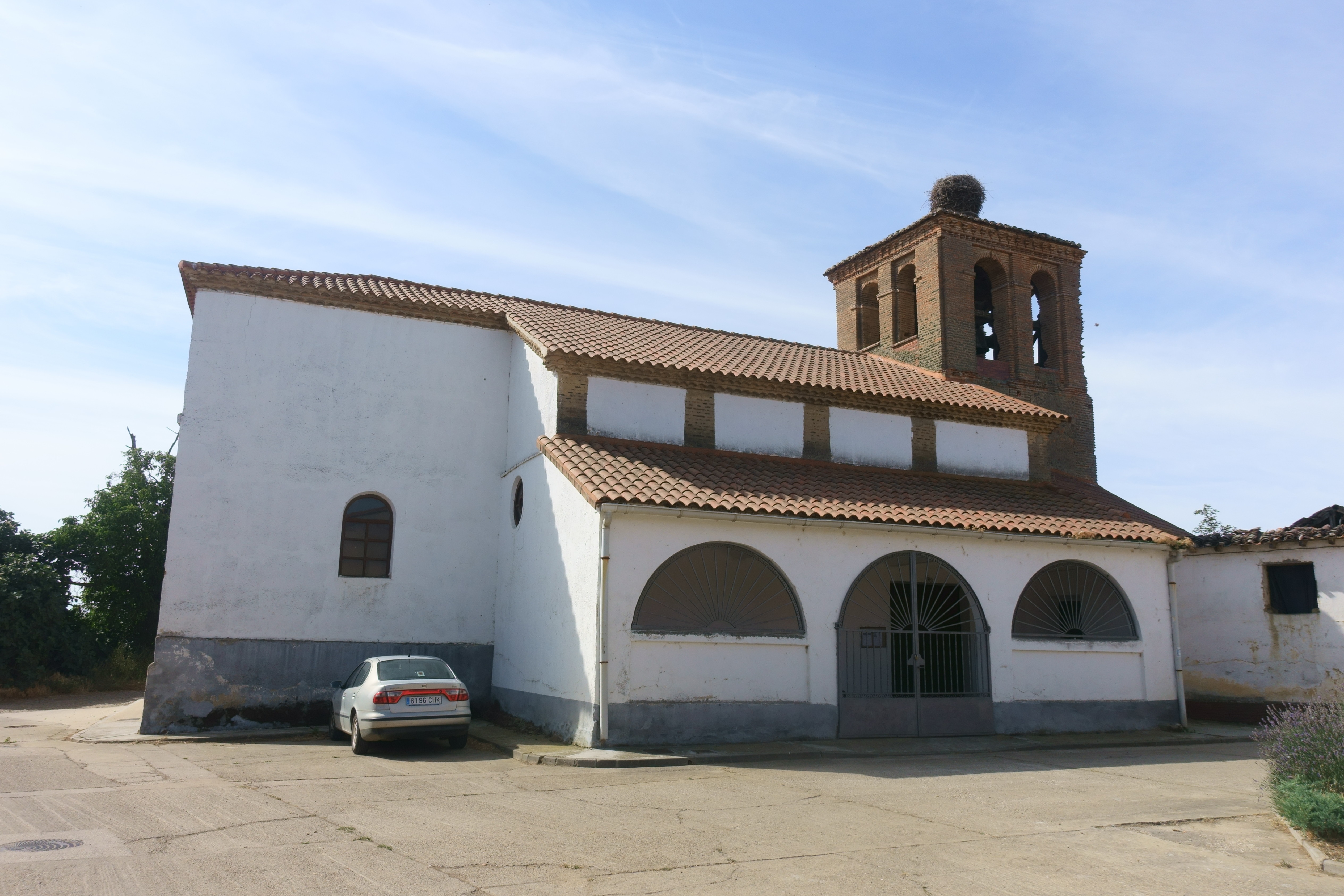
Iglesia de San Martín

El municipio de Pedrosa de la Vega comprende las pedanías de Gañinas y Lobera de la Vega y también la localidad de Villarrodrigo de la Vega.

## Demografía
Cuenta con una población de 280 habitantes (INE 2024).
| Gráfica de evolución demográfica de Pedrosa de la Vega entre 1842 y 2021 |
| |
| Población de derecho según los censos de población del INE. Población de hecho según los censos de población del INE.En 1857 crece el término del municipio porque incorpora a Gañinas de la Vega, Lobera de la Vega y Villarrodrigo de la Vega. |